# Abigail Masham
Vous pouvez aider à l'améliorer ou bien discuter des problèmes sur sa page de discussion.
- Il ne cite pas suffisamment ses sources. Vous pouvez indiquer les passages à sourcer avec {{référence nécessaire}} ou {{Référence souhaitée}}, et inclure les références utiles en les liant aux notes de bas de page. (Marqué depuis avril 2024)
- Certaines informations devraient être mieux reliées aux sources mentionnées dans la bibliographie ou les liens externes. Améliorez sa vérifiabilité en les associant par des références. (Marqué depuis avril 2024)

- Archive Wikiwix
- Bing
- Cairn
- DuckDuckGo
- E. Universalis
- Gallica
- Google
- G. Books
- G. News
- G. Scholar
- Persée
- Qwant
- (zh) Baidu
- (ru) Yandex
- (wd) trouver des œuvres sur Wikidata

Pour les articles homonymes, voir Abigaïl et Masham.
Abigail Masham (née Hill) (1670 ? – 6 décembre 1734), baronne Masham est une favorite de la reine Anne et la cousine de Sarah Churchill.

## Biographie
Elle est la fille de Francis Hill, un marchand londonien, et d'Elizabeth Hill (née Jennings) qui est la tante paternelle de Sarah Churchill, plus tard duchesse de Marlborough. La famille tombe dans la pauvreté à la suite des spéculations de Francis Hill, Abigail doit donc travailler comme servante chez Sir John Rivers du Kent. Lady Churchill, désormais Lady of the Bedchamber de la princesse Anne, décide alors d'aider sa cousine, probablement plus embarrassée par les conséquences de la situation d'Abigail sur sa propre réputation que par véritable affection. Elle emploie donc Abigail dans son propre ménage, à St Albans. Après l'accession au trône d'Anne, Sarah permet à Abigail d'obtenir en 1704 une place dans le ménage de la reine.
1704 est également l'année où Anne commence à se lasser des absences fréquentes de la duchesse et de ses directives politiques, Sarah étant Whig et Anne Tory. La première fait régulièrement pression sur la seconde pour qu'elle nomme des ministres Whigs, favorables au duc de Marlborough. La reine n'est cependant pas disposée à abandonner le « parti de l'Église », même pour sa favorite. Elle confie même au Lord Trésorier Sidney Godolphin qu'elle ne pense pas qu'elle et Sarah pourraient être à nouveau de vraies amies. Dans ces conditions, il ne faut pas longtemps à Abigail Hill pour supplanter sa puissante et impérieuse parente dans les bonnes grâces de la reine.
En été 1707, Sarah apprend qu'Abigail s'est mariée en secret à Samuel Masham, un courtisan, et que la reine elle-même y a assisté. Elle constate à cette occasion la proximité de sa cousine avec la reine, ce dont elle ne s'était jusque-là jamais aperçue. Abigail est également la cousine de Robert Harley, et après le renvoi de ce dernier, en février 1708, elle l'aide à maintenir ses relations confidentielles avec la reine.
L'importance de son influence sur la reine se mesure en 1710, lorsqu'Anne oblige Marlborough à donner d'importantes fonctions militaires au colonel John Hill, le frère d'Abigail. Sunderland, Godolphin et plusieurs ministres Whigs sont ensuite renvoyés par Lord Bolingbroke et Robert Harley, comte d'Oxford, sous l'influence d'Abigail.
L'année suivante, la duchesse de Marlborough est également renvoyée de ses fonctions à la cour. Elle est remplacée par Abigail en tant que gardienne de la bourse privée. En 1711, à cause de la disgrâce de Marlborough et du traité d'Utrecht, les ministres jugent nécessaire de sécuriser leur position à la chambre des lords, avec la création de douze nouveaux pairs. L'un d'entre eux est Samuel Masham, le mari d'Abigail. Anne a cependant montré quelques réticences à donner à sa femme de chambre une position qui risquerait de la rendre moins disponible auprès d'elle.
Après sa dispute avec Harley, Masham use de toute son influence auprès d'Anne pour augmenter le mécontentement de celle-ci envers son ministre. L'indécision de Robert Harley entre les Jacobites et les héritiers de la maison de Hanovre a probablement renforcé l'opposition de Masham, encouragée par le parti jacobite dirigé par Bolingbroke et Francis Atterbury. Les altercations entre Abigail et le ministre ont lieu même en présence de la reine et, le 27 juillet 1714, Anne finit par renvoyer Harley de ses fonctions de Lord Trésorier. Il est remplacé trois jours plus tard par Charles Talbot. La reine meurt le 1er août de la même année et Abigail se retire de la vie publique. Elle meurt le 6 décembre 1734.

## Cinéma
La rivalité entre Abigail Masham et la duchesse de Marlborough fait l'objet, en 2018, du film La Favorite, réalisé par Yórgos Lánthimos, où Abigail Masham est jouée par Emma Stone.